# 富本豊前太夫
富本 豊前太夫（とみもと ぶぜんだゆう）は、富本節の太夫の名跡。代々家元を名乗る。
初代に関しては「豊前太夫」を名乗っていないが息子が2代目豊前太夫と名乗った為に豊前掾を初代として勘定されている。

## 初代 富本豊前掾
（享保元年（1716年） - 明和元年10月22日（1764年11月15日））本名は福田弾司。
宮古路豊後掾の門弟。初名を宮古路品太夫後に宮古路小文字太夫と改名。1747年に宮古路文字太夫（後の初代常磐津文字太夫）が常磐津節を創設したに初代常磐津小文字太夫と改名して脇を勤める。1748年に独立して富本豊志太夫と名乗り富本節を興した。1749年に受領して「富本豊前掾藤原敬親」となる。1752年春に中村座に出勤、江戸三座に出演にも出勤。その後1760年に再び受領して筑前掾となった。

## 2代目

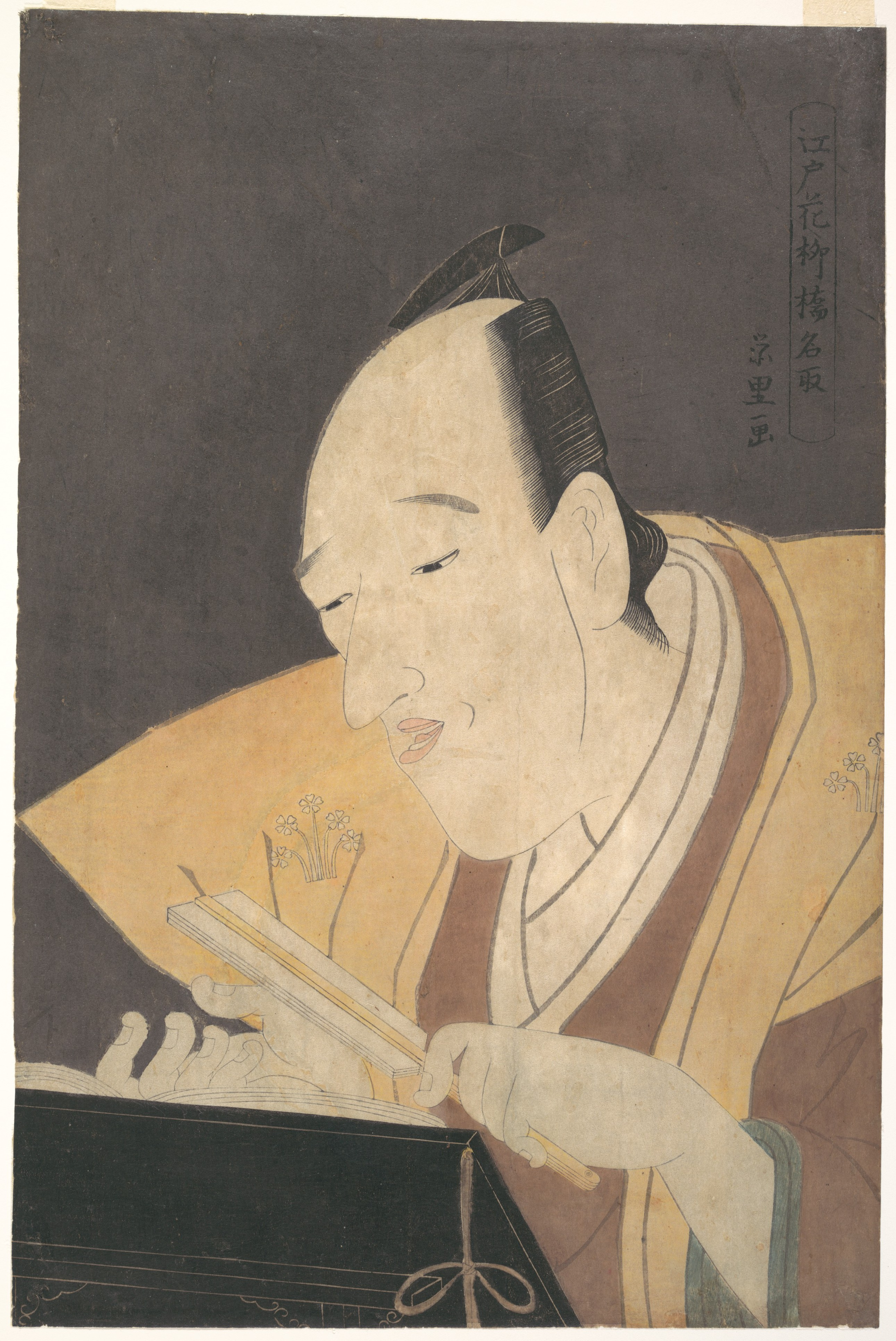
『江戸花柳橋名取 二代目富本豊前掾』鳲鳩斎栄里（鳥橋斎栄里）筆

（宝暦4年（1754年） - 文政5年7月17日（1822年9月2日））
江戸の出身。初代（富本豊前掾）の実子。初名を富本午之助という。幼くして父が死別し1766年7月中村座で「文月笹一夜 下の巻」に出勤。1770年に父の名2代目豊志太夫。1777年1月に2代目豊前太夫を襲名。1817年10月受領して「富本豊前掾藤原敬政」となる。
面長な顔から「馬づら豊前」と言われ、美声で人気を誇った。

## 3代目
（文化2年（1805年） - 明治9年（1876年）5月2日）幼名を善太郎。
江戸日本橋人形町鬘屋善八の息子。1819年に2代目豊前太夫の養子となり、1822年に2代目午之助の名で初舞台。1828年に3代目豊前太夫を襲名。1851年に受領して「富本豊前掾藤原秀広」さらに1852年に豊前大掾となった。1859年に隠居して豊珠翁を名乗った。

## 4代目
（文政13年6月16日（1830年8月4日） - 明治22年（1889年）9月7日）本名は富本保太郎。
3代目豊前太夫の実子。1845年に富本豊紫太夫と名乗り中村座で初舞台。1852年1月に4代目豊前太夫を襲名。1870年に豊洲、1875年に実子に豊前太夫の名を譲り引退するも実子5代目豊前太夫が夭折した為、1880年に復帰し6代目豊前掾を受領した。凋落する中で唯一積極に活動し復興に力を注いだ。

## 5代目
（文久元年（1861年） - 明治22年（1880年）8月23日）本名は富本玉次郎。
4代目豊前太夫の実子。1875年に父に名を譲られ5代目豊前太夫を襲名。襲名後に喜昇座、新富座に出演し｢三社祭礼巴提灯｣で評判を呼ぶ。久松座（後の明治座）にも出演。嘱望されたが夭折し以降、富本節はさらに凋落する一途を辿る。

## 6代目
6代目は4代目と同じ。

## 7代目
（明治23年（1890年） - 没年不詳）本名は榎本清久。
骨董商を営む父が6代目豊前太夫と縁故関係あった為に1898年に家元を相続し富本豊志太夫を名乗る。1909年6月に7代目豊前太夫を襲名。目立った活躍なく没年も不詳のため代外される場合もある。兄に長唄豊後節三味線方の5代目鳥羽屋里長。

## 8代目
（安政4年1月11日（1857年2月5日） - 昭和8年（1933年）8月3日） 本名は坂田らく。
4代目豊前太夫（後の6代目豊前掾）の門弟で豊鶴を経て新派を立てて初代富本都路となり、1887年に初代富本豊前を名乗る。
富本豊前を8代目として勘定する。

## 9代目
（明治18年（1885年）1月13日 - 昭和27年（1952年）11月30日） 本名は坂田とく。
8代目の養女で豊鶴が2代目都路から2代目富本豊前を襲名。
2代目富本豊前を9代目として勘定する。

## 10代目
（明治29年（1896年） - 昭和45年（1970年）9月6日） 本名は坂田忞（つとむ）。
9代目の夫。3代目都路から3代目富本豊前を襲名。
3代目富本豊前を10代目として勘定する。

## 11代目
（1929年8月9日 - 1983年1月21日） 本名は石川正博。
石川潭月の名で作詞家、舞踊家で終生活躍。

## 12代目
(昭和22年3月16日- ) 本名は熊倉純一。
昭和43年  常磐津菊路太夫に内弟子として入門    同年常磐津一路郎を許名。
歌舞伎、舞踊会、演奏会、放送などに出演。
昭和46年菊路太夫師死去後、先代常磐津菊寿郞師に師事
昭和59年菊路太夫師13回忌後常磐津一寿郞と改名。
平成元年度  清栄会奨励賞
平成29年春の叙勲で旭日雙光章の栄に浴す。
富本に於いては
石川潭月氏(後の11代目富本豊前)が主宰する、とみもと芝屋会に芝屋以豊として在籍。   
昭和56年石川氏が11代目富本豊前を襲名の折、前名の豊路を譲られ、富本豊美喜師の相三味線になる。
舞踊会、放送等に出演。(参照: NHK FM 邦楽のひととき)
昭和58年11代豊前の養子、石川貞夫氏より、豊前名を預かる。
平成17年11月28日、11代目豊前23回忌、豊美喜3回忌を   紀尾井ホールに於いて開催の折
12代目富本豊前を継承し現在に至る。